# Юніон-Левел (Вірджинія)
Юніон-Левел (англ. Union Level) — переписна місцевість (CDP) в США, в окрузі Мекленберг штату Вірджинія. Населення — 161 особа (2020).

## Географія
Юніон-Левел розташований за координатами 36°42′26″ пн. ш. 78°13′55″ зх. д. / 36.70722° пн. ш. 78.23194° зх. д. (36.707114, -78.231843).  За даними Бюро перепису населення США в 2010 році переписна місцевість мала площу 9,57 км², уся площа — суходіл.

## Демографія
Згідно з переписом 2010 року, у переписній місцевості мешкало 188 осіб у 74 домогосподарствах у складі 51 родини. Густота населення становила 20 осіб/км².  Було 77 помешкань (8/км²).
Расовий склад населення:
| - 74,5 % — білих - 20,7 % — чорних або афроамериканців - 4,3 % — осіб інших рас |

До двох чи більше рас належало 0,5 %. Частка іспаномовних становила 5,3 % від усіх жителів.
За віковим діапазоном населення розподілялося таким чином: 23,4 % — особи молодші 18 років, 59,6 % — особи у віці 18—64 років, 17,0 % — особи у віці 65 років та старші. Медіана віку мешканця становила 42,0 року. На 100 осіб жіночої статі у переписній місцевості припадало 91,8 чоловіків;  на 100 жінок у віці від 18 років та старших — 89,5 чоловіків також старших 18 років.
Середній дохід на одне домашнє господарство  становив 12 072 долари США (медіана — 8015), а середній дохід на одну сім'ю — 34 350 доларів (медіана — 36 250). 
Цивільне працевлаштоване населення становило 31 осіб. Основні галузі зайнятості: виробництво — 54,8 %, будівництво — 12,9 %.